# Jüdischer Friedhof (Laufersweiler)

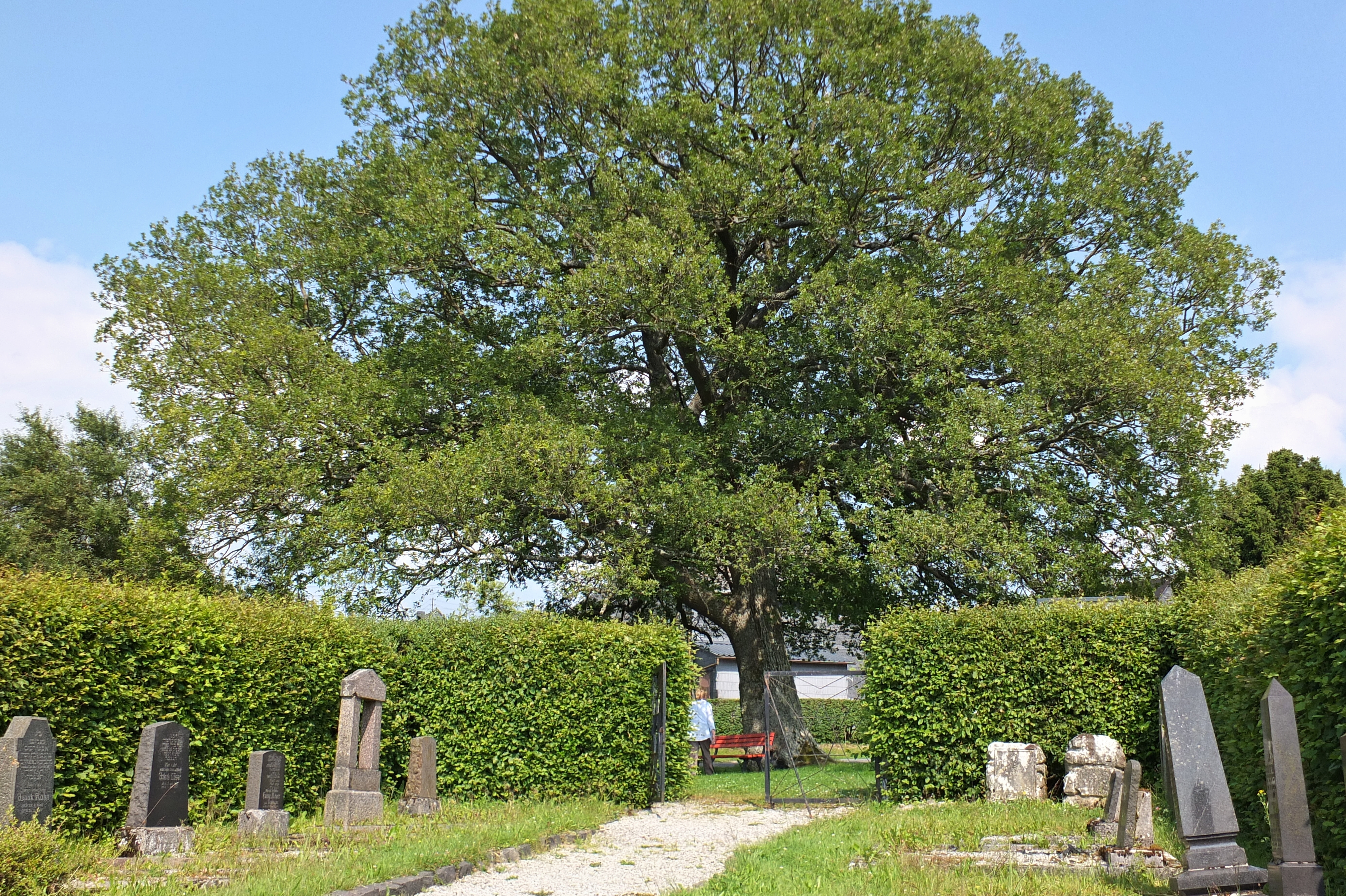
Jüdischer Friedhof in Laufersweiler mit dem Naturdenkmal Eiche

Der jüdische Friedhof Laufersweiler ist eine Begräbnisstätte der Juden in Laufersweiler, einer Ortsgemeinde im Rhein-Hunsrück-Kreis (Rheinland-Pfalz). Der jüdische Friedhof liegt am Nordwestrand der Gemeinde an der Straße Kelebann. Seit 1992 ist er als Kulturdenkmal eingetragen und geschützt.

## Geschichte
Der alte Teil des jüdischen Friedhofs wurde vermutlich bereits gegen Ende des 18. Jahrhunderts angelegt, ein erster schriftlicher Beleg ist für das Jahr 1904 vorhanden, in dem der Vorstand der Synagoge einen Antrag auf Erweiterung des bisherigen Friedhofgeländes gestellt hatte. Die Erweiterung war nötig geworden da eine Wiederbenutzung älterer Grabstätten in der jüdische Glaubenslehre nicht zulässig ist. Dem Antrag zur Erweiterung wurde im Jahr 1905 zugestimmt und nach langen Verhandlungen mit den Grundstückseigentümern erwarb die Synagogengemeinde im Jahr 1911 ein an den alten Friedhof angrenzendes Grundstück. Für die Einrichtung des Friedhofs wurden 1000 Mark inklusive eines Zuschusses der Zivilgemeinde aufgebracht und im Jahr 1912 eine Begräbnisordnung festgelegt. Das letzte Begräbnis fand im Jahr 1933 statt.
Die Instandsetzung des Friedhofes nach dem Ende des Zweiten Weltkrieges musste durch die Gemeinde Laufersweiler durchgeführt werden und sie wurde für die weitere Erhaltung von der Besatzungsmacht verpflichtet. Im Jahr 1962 wurden die bestehenden Grabsteine neu befestigt und die Friedhofsfläche wurde durch den damaligen Altbürgermeister Jakob Röhrig gepflegt. Um Bauland zu schaffen, wurden die Grabsteine im Jahr 1963 auf den neuen Friedhof umgelagert und aufgeschichtet, anschließend nebeneinander in einer Reihe aufgestellt und mit einer Hecke abgegrenzt. Für diese Grabsteine ist die Verbindung zur Grabstelle und den Verstorbenen nicht mehr hergestellt. Der ältere Teil wurde in den Folgejahren überbaut und kann nicht mehr rekonstruiert werden, da kein Grabverzeichnis besteht. Für beide Friedhofsteile sind heute noch 57 Grabsteine (Mazewot) erhalten geblieben, welche in zwei Reihen links und rechts des mittig verlaufenden Weges auf dem Friedhof angeordnet wurden.
Die Friedhofsfläche besteht aus einem rechteckigen Areal, umfasst 3,50 Ar und ist in der Denkmalliste des Landes Rheinland-Pfalz als Denkmalzone aus geschichtlichen Gründen eingetragen.

### Kriegsopfer
Die jüdischen Einwohner von Laufersweiler, die während der NS-Zeit verschleppt und ermordet wurden.
| Name                        | Geburtsdatum         | Anmerkung                                   |
| --------------------------- | -------------------- | ------------------------------------------- |
| Fain, Hermann               | * 11. Dezember 1920  | verschollen unbekannt                       |
| Frank, Elisabeth            | * 29. März 1903      | verschollen unbekannt                       |
| Frank, Fanny, geb. Kahn     | * 24. Juni 1870      | verschollen Auschwitz                       |
| Frank, Isaac                | * 16. Mai 1865       | ermordet † 24. August 1942 Theresienstadt   |
| Frank, Mayer                | * 2. November 1862   | verschollen Auschwitz                       |
| Hanau, Albert               | * 28. Februar 1885   | ermordet im † August 1944 Theresienstadt    |
| Hanau, Hilda geb. Löser     | * 15. März 1892      | tot erklärt Auschwitz                       |
| Joseph, Gertrude geb. Hayum | * 4. Februar 1893    | tot erklärt Theresienstadt                  |
| Joseph, Ruth                | * 29. Juni 1921      | tot erklärt Auschwitz                       |
| Löser, Magdalena geb. Levi  | * 18. Januar 1863    | ermordet † 1. September 1942 Theresienstadt |
| Marx, Joseph                | * 27. Juni 1911      | verschollen unbekannt                       |
| Mayer, Eva                  | * 7. Januar 1929     | tot erklärt Sobibor                         |
| Mayer, Gerd                 | * 29. September 1930 | verschollen Theresienstadt                  |
| Mayer, Kurt                 | * 4. Dezember 1937   | verschollen unbekannt                       |
| Mayer, Paula geb. Franken   | * 1. April 1901      | verschollen unbekannt                       |
| Mayer, Rosa                 | * 6. September 1895  | verschollen unbekannt                       |
| Mayer, Sally                | * 14. Februar 1939   | verschollen unbekannt                       |
| Scholem, Emma geb. Somborn  | * 2. April 1867      | tot erklärt Minsk                           |
| Scholem, Ludwig L.          | * 15. Oktober 1863   | tot erklärt Minsk                           |
| Seelig, Getrud geb. Hanau   | * 4. Mai 1922        | tot erklärt unbekannt                       |
| Strauß, Bernhard Josef      | * 30. Oktober 1913   | ermordet † 28. April 1943 Auschwitz         |
| Tenzer, Klara geb. Rauner   | * 21. Juli 1894      | tot erklärt unbekannt                       |
| Tenzer, Moses A.            | * 27. Februar 1890   | verschollen Polen                           |
| Weiler, Zacharias           | * 4. Juni 1848       | ermordet † 10. August 1942 Theresienstadt   |